# 塔蒂亚娜·皮耶里
塔蒂亚娜·皮耶里（義大利語：Tatiana Pieri，1999年3月29日—），意大利女子网球运动员。
她来自意大利巴尼-迪卢卡。她的姐姐杰西卡·皮耶里也是一名职业网球运动员。
皮耶里是卢卡网球俱乐部（Circolo Tennis Lucca）的一员，由她的父亲伊万诺·皮耶里（Ivano Pieri）执教。在青少年时期，她是国家级赛事冠军获得者，曾赢得兰贝尔滕吉杯（Coppa Lambertenghi）和意大利14岁以下组冠军。
她击败了法国选手陈夏莉妮，进入了在摩洛哥拉巴特举行的2025年摩洛哥网球公开赛资格赛的最后一轮，并在决赛轮中直落两盘击败了同胞选手妮科尔·福萨·韦尔戈。随后在她的WTA正赛首秀中，她直落两盘击败了西班牙选手卡洛塔·马丁内斯·西雷斯。